# Єльцовське (електродепо)
55°02′54″ пн. ш. 82°53′33″ сх. д. / 55.04833° пн. ш. 82.89250° сх. д.
ТЧ-1 «Єльцовське» (рос. Ельцовское) — електродепо Новосибірського метрополітену. Введено в експлуатацію 7 січня 1986, обслуговує обидві існуючі лінії метро.

## Історія
З моменту відкриття Новосибірського метрополітену в 1986 році всі його лінії обслуговує єдине електродепо ТЧ-1 «Єльцовське». Розташоване воно по непарній стороні вулиці Наримський, в яру 1-а Ельцовка. Спеціально для будівництва депо в 1979 жителі приватних будинків з цієї території були розселені, річка взята в колектор і замита обським піском.
Депо має одноколійний гейт зі залізничною станцією Новосибірськ-Головний, що пямує як до колій метро, так і в складську зону.
Для відстою та ремонту поїздів був побудований корпус, що має 24 колії, розрахованих на обслуговування п'ятивагонних потягів. З них одна колія мийна, три відносяться до цеху капітального та середнього ремонту. Для спецтехніки є окремо розташований чотириколійних цех мотодепо.
У 2011 метрополітеном був розроблений, а потім схвалений комісією державної експертизи проект ремонтної бази для планового ремонту вагонів. Ввести в експлуатацію Рембазу планується протягом 2,5-3 років. Для проведення капітального ремонту на території метродепо раніше передбачалося звести цех майстерень, каркас якого був зведений ще в кінці 1980-х років.

## Лінії, що обслуговує
| # | Лінія             | Роки   | Маршрути |
| - | ----------------- | ------ | -------- |
| 1 | Ленінська лінія   | З 1986 | 01-14    |
| 2 | Дзержинська лінія | З 1987 | 21-24    |

## Рухомий склад
Рухомий склад Новосибірського метрополітену представлений трьома типами вагонів: 81-717/714 (з 1986), 81-717.5/714.5 (з 1991) та 81-717.5М/714.5М (з 2007).
Станом на листопад 2010 у Новосибірському метрополітені 92 вагони (23 склади по 4 вагони)

## Ресурси Інтернету
- Вид на депо з космосу (Google maps)
- Вид на електродепо (Wikimapia)
- О депо на офіційному сайті новосибірського метрополітену[недоступне посилання з лютого 2019]
- О депо на сайті «Метровагоны» [Архівовано 24 грудня 2008 у Wayback Machine.]